# Gerhard Himmel
Gerhard Himmel (ur. 26 kwietnia 1965 w Hanau) – niemiecki zapaśnik stylu klasycznego.
Na Igrzyskach Olimpijskich w Seulu w 1988 zdobył srebrny medal w wadze ciężkiej (do 100 kg), przegrywając w finale z Polakiem Andrzejem Wrońskim. W 1989 w Martigny został mistrzem świata. Do jego osiągnięć należy również brązowy medal mistrzostw Europy (Kolbotn 1988). Trzykrotnie był mistrzem RFN (1988, 1989, 1990).